# Bataille de Lund
Guerre de Scanie
Batailles
- Fehrbellin
- Jasmund
- Öland
- Halmstad
- Lund
- Fehmarn
- Malmö
- Køge
- Landskrona
- Marstrand
- Uddevalla
- Warksow
- Stralsund

La bataille de Lund fut livrée le 4 décembre 1676 pendant la guerre de Scanie, au nord de la ville de Lund. Elle opposa l'armée danoise à son homologue suédoise et se termina par la victoire des Suédois. C'est l'une des plus sanglantes batailles jamais livrées sur le sol scandinave.

## Prélude
À la suite de la défaite suédoise de Fehrbellin et des victoires navales danoises, le Danemark voit une occasion de reprendre la Scanie que la Suède a annexé en 1658 par le traité de Roskilde. L'armée danoise, forte de 14 000 hommes, envahit la Scanie au mois de juin 1676 et les Suédois largement inférieurs en nombre doivent évacuer la province, hormis la ville fortifiée de Malmö.
Au mois d'août, les Danois essaient d'avancer vers le nord mais le roi Charles XI de Suède a mis sur pied une nouvelle armée dans la province de Småland et les Danois sont arrêtés à la bataille de Halmstad. Au mois d'octobre, les Suédois, qui ont reçu de nouveaux renforts, se sentent suffisamment confiants pour contre-attaquer et briser le siège de Malmö. Néanmoins, les lignes de ravitaillement suédoises ne sont pas sûres à cause de fréquentes attaques de paysans locaux favorables aux Danois.
Au début du mois de novembre, le roi Christian V de Danemark et son armée sont stationnés à Lund, au sud de la rivière Kävlinge. Les Danois contrôlent tous les points de passage de la rivière et l'armée suédoise est forcée de camper sur la rive nord. Cette situation perdure un mois durant mais, fin novembre, la surface de la rivière commence à geler. Le matin du 3 décembre, les Suédois s'assurent que la glace est suffisamment solide pour leur permettre de traverser alors que les Danois pensent que l'armée suédoise va prendre ses quartiers d'hiver et n'attaquera pas avant le printemps.

## La bataille
Dans la nuit du 3 au 4 décembre, l'armée suédoise lève le camp par une nuit sans lune et traverse avec succès la rivière sans que les Danois ne soient alertés. Le plan initial des Suédois est d'attaquer le campement danois encore endormi par une attaque de cavalerie mais les patrouilles envoyées en reconnaissance rapporte que le sol ne s'y prête pas. Le roi et ses généraux tiennent alors conseil pour discuter de la situation et font avancer leurs troupes en direction des collines au nord de Lund pour prendre un avantage tactique. En effet, le terrain est beaucoup plus favorable à la cavalerie et la ville elle-même couvrira le flanc suédois. Toutefois, les Danois sont désormais réveillés et comprennent les intentions des Suédois. L'armée danoise lève brusquement le camp et marche également vers les collines pour en disputer le contrôle aux Suédois.
L'armée suédoise arrive en premier aux collines et les sécurise après quelques escarmouches. La vraie bataille commence vers 9 heures du matin quand le roi Charles XI dirige une manœuvre pour écraser l'aile gauche danoise. Au cours du combat, le général danois Carl von Arensdorff est grièvement blessé (il mourra de ses blessures quelques jours plus tard) et l'aile gauche danoise est contrainte de battre en retraite après avoir subi de lourdes pertes. La cavalerie suédoise se lance à la poursuite de l'infanterie danoise afin d'abattre les traînards et, une fois arrivés à la rivière gelée, les Danois tentent la traversée mais la glace se rompt et un grand nombre de Danois se noient.
Pendant ce temps, l'aile droite danoise est parvenue à repousser et à disperser l'aile gauche suédoise. Les Suédois sont repoussés contre les murs de la ville de Lund et leur situation s'aggrave d'heure en heure alors que Charles XI et l'essentiel de la cavalerie sont toujours à la poursuite de l'aile gauche danoise. Mais, vers midi, le général Friedrich von Arensdorff, le frère de Carl, qui a pris le commandement de l'armée danoise donne l'ordre d'arrêter les combats afin de regrouper ses troupes.
C'est alors que le roi Charles XI, bien que croyant toute l'armée danoise en déroute, choisit de revenir sur Lund avec ses troupes au lieu de continuer à poursuivre les restes de la cavalerie danoise. Les combats devant Lund ont repris et les Suédois sont à nouveau en difficulté mais le roi et ses troupes arrivent vers 15 heures et tentent d'encercler l'armée danoise par l'ouest et de faire leur jonction avec le centre suédois. Arensdorff stoppe alors une nouvelle fois l'offensive afin de faire face à la menace de la cavalerie suédoise au nord-ouest. Charles XI et une escorte de cavaliers parviennent néanmoins à faire une percée et à rejoindre le centre suédois diminué. Alors que les Danois affrontent désormais le gros de la cavalerie suédoise, le retour du roi suédois remonte le moral de ses troupes exténuées, qui attaquent les Danois par derrière.
Bien qu'étant encore supérieurs en nombre, les Danois ont perdu l'initiative et, attaquée sur deux fronts, leur armée se désintègre en l'espace d'une demi-heure. L'infanterie danoise tente de protéger sa retraite mais un grand nombre de Danois sont néanmoins massacrés, jusqu'à ce que le maréchal Simon Grundel-Helmfelt donne l'ordre d'arrêter la tuerie et d'épargner les soldats ennemis qui se rendent. Un cessez-le-feu est sonné vers 17 heures.

## Conséquences
Les pertes sont énormes des deux côtés si on les compare à la taille des deux armées. Les estimations contemporaines avancent un nombre de 8 à 9 000 morts sur le champ de bataille, sans compter ceux qui se sont noyés ou sont morts de leurs blessures au cours des semaines suivantes. Sur les 1 300 marins néerlandais ayant participé à la bataille aux côtés des Danois, seuls quelques douzaines auraient survécu.
La victoire de Lund fait un bien immense au moral de l'armée suédoise. Charles XI sera plus tard critiqué pour s'être emballé par son succès sur le flanc droit mais la bataille l'a néanmoins rendu très populaire parmi ses troupes. Le restant de l'armée danoise se replie sur la forteresse de Landskrona et, renforcée par des troupes venues d'Allemagne, va à nouveau combattre l'armée suédoise à la bataille de Landskrona.

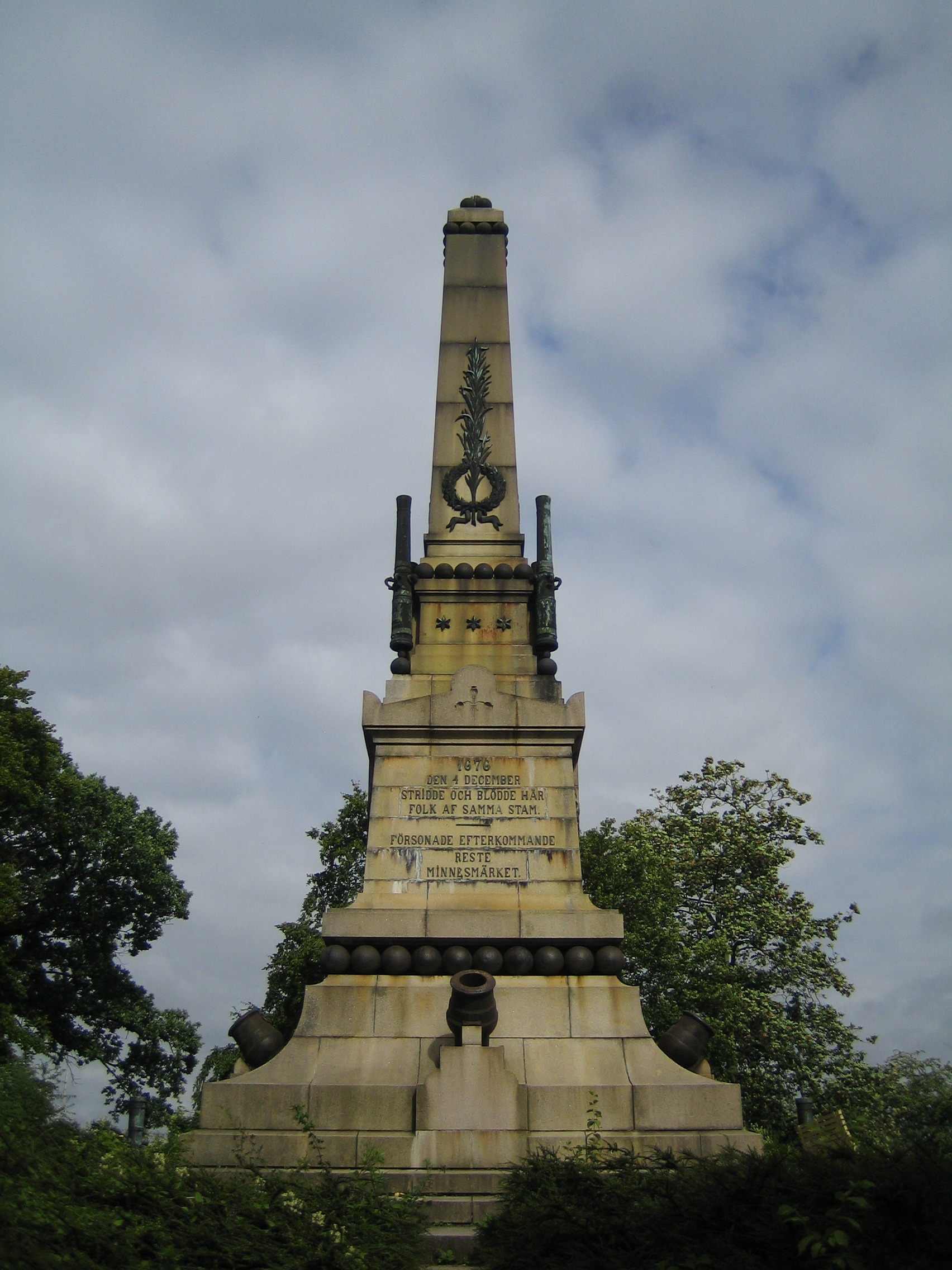
Monument commémorant la bataille érigé en 1876